# Omitlán de Juárez
Omitlán de Juárez è un comune del Messico, situato nello stato di Hidalgo.